# Olisipo
Olisipo fou una ciutat de Lusitània a la dreta del Tagus (Tajo) no lluny de la seva desembocadura. Sota domini romà fou un municipi i va portar el nom de Felicitas Iulia Olisipo. La regió produïa una raça de cavalls molt veloços. És la moderna Lisboa.